# عبدالرحمن ناصر
عبدالرحمن ناصر (انگلیسی: Abdurahman Nasser؛ زادهٔ ۱۶ فوریهٔ ۱۹۹۱) یک ورزشکار است.